# 條形音箱
條形音箱（英語：Soundbar）俗稱回音壁，是一個有立體聲效的音箱，通常放置於螢幕的上方或下方，基於聲學的考慮，此種音箱多為長條形設計，故名。

## 歷史
奧特·藍星（Altec Lansing）於1998年推出第一款名為「ADA106」的多聲道條形音箱，內置4個3英寸（7.6）全方位揚聲器和兩個1英寸（2.5）高頻揚聲器，另外配置一個8英寸（20）超低音揚聲器，利用運算程式，使聲音在牆壁上反彈，模擬出立體的效果，系統的好處是易於安裝，免卻傳統喇叭拉線的煩惱。
2000年代初期，各大廠商紛紛研製出類似的技術，並將自家的條形音箱推出市場。